# Лох-Морар
Лох-Морар (англ. Loch Morar, шотл. гел. Loch Mhòrair) — озеро в Шотландії. Знаходиться на північному заході Шотландії, озеро льодовикового походження. Площа озера становить 26,7 км². Є найглибшим озером Великої Британії з максимальною глибиною 309 м (на другому місці — Лох-Несс, глибиною  229 м). Максимальна довжина близько 19 км. В озеро впадають річка Моєбле і ряд дрібніших. На озері є 5 островів. В озері водиться такі породи риб як: щука, окунь, короп, форель. 
Останнім часом озеро Лох-Морар є популярним туристичним об'єктом. 

## Мораг
За свідченнями численних очевидців, в озері мешкає величезна невідома науці істота, схожа на Нессі з Лох-Несса. Вперше про це заговорили в 1970 році, коли кілька рибалок почули на озері крик човняра та побачили як якась невідома тварина пірнала у воду. Монстру дали ім'я Мораг. 